# Baron Olson
Baron Olson är en svensk dramakomedi-stumfilm från 1920. Filmen är regisserad av Erik A. Petschler, med manus skrivet av Sigge Strömberg och Nils Whiten. 

## Om filmen
Filmen premiärvisades 12 april 1920 på biograf Palladium i Göteborg. Den spelades in i Saltsjöbaden och Stockholms skärgård av Carl-Axel Söderström. Som förlaga har man Sigge Strömbergs novell Baron Olson som ingår i berättelsesamlingen Baron Olson och andra historier som utgavs 1919. Figuren från Baron Olson återkom 1928 i filmen A.-B. Gifta Bort Baron Olson.

## Rollista
- Erik A. Petschler – Baron Baltzar Casimir Silverbuckla
- Agnes Thomée – Sylvia von Cander
- Gucken Cederborg – Änkefriherrinnan von Cander
- Georg Blomstedt – Ask, direktör
- Ernst Berglund – Berg, ingenjör
- Jarl Östman – Bohman, grosshandlare
- Josef Fischer – Stang, advokat
- Carl-Gunnar Wingård – Jansson, gast
- Folke Marquard – Mark, styrman